# Fratton Park
Der Fratton Park ist ein Fußballstadion in der englischen Stadt Portsmouth, Hampshire, Vereinigtes Königreich. Es ist die Heimspielstätte des Fußballclubs FC Portsmouth.

## Geschichte

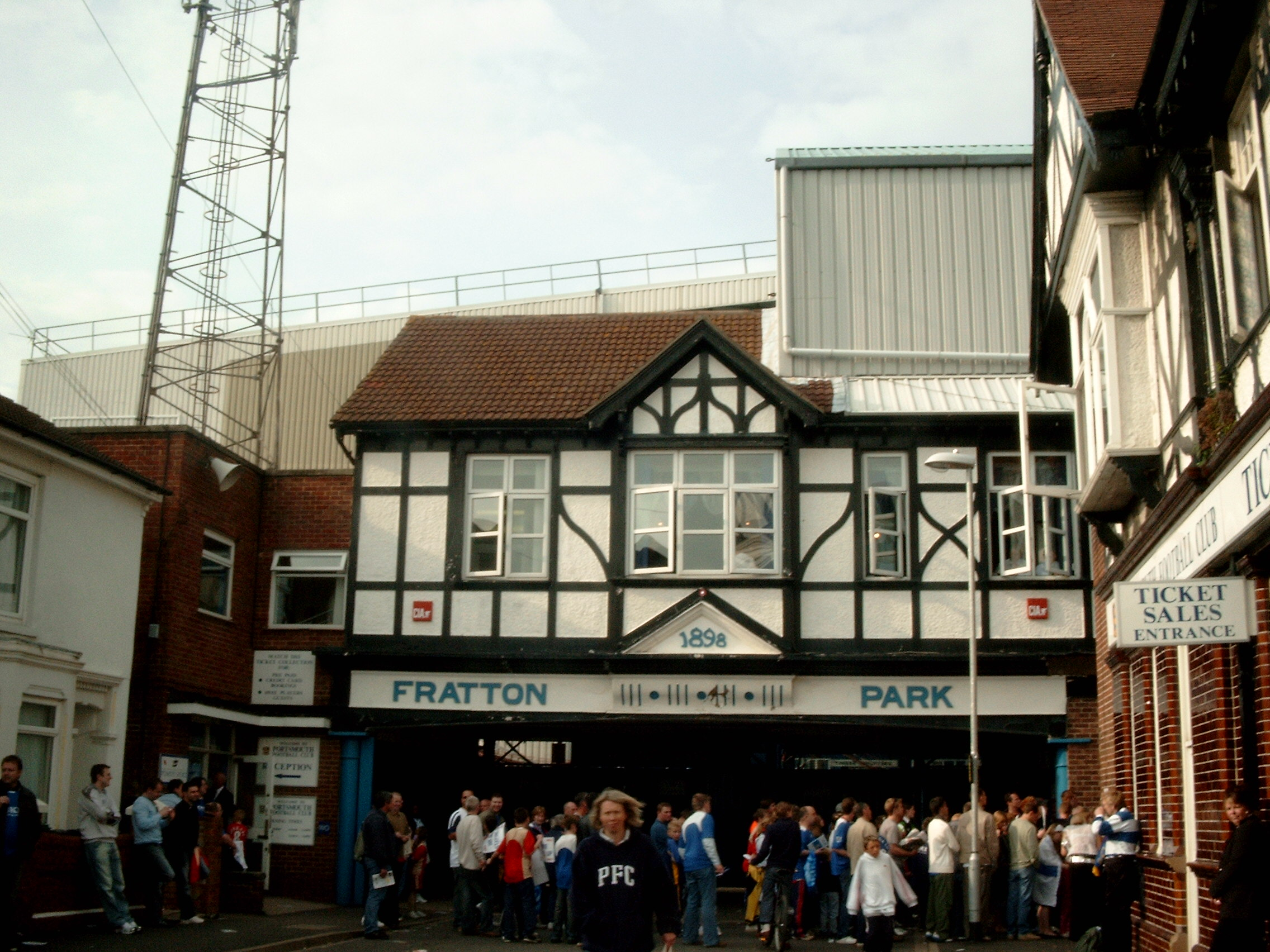
Eingang zum Fratton Park

Das Stadion wurde 1898 errichtet und seitdem mehrmals renoviert. Heute besteht es aus vier Tribünen, auf denen es jeweils ausschließlich Sitzplätze gibt. Die größte und modernste Tribüne erhielt den Namen Fratton End, die Tribünen entlang des Spielfelds heißen Nord- und Südtribüne, diese größten beiden Tribünen sind jeweils zweistöckig. Gegenüber dem Fratton End befindet sich die kleinste Tribüne, die zudem bis 2007 die einzige unüberdachte Tribüne der Premier League darstellte, das Milton End. Seit der Überdachung heißt die Tribüne nach einem Sponsor Apollo Stand. Hier befindet sich vor allem der Gästeblock.
Im Fratton Park wurde im Februar 1956 zum ersten Mal in der Geschichte des englischen Fußballs ein Ligaspiel unter Flutlicht ausgetragen, als der FC Portsmouth auf Newcastle United traf. Es ist das einzige Stadion im englischen Profifußball, welches nicht auf dem Festland liegt.
Am 14. Juni 2021 gab der FC Portsmouth bekannt, dass der Fratton Park in einem Plan über vier Jahre bis 2025 für 10 Mio. Pfund Sterling renoviert werden soll.

## Neubaupläne
Aufgrund des hohen Alters und der geringen Kapazität des Stadions lagen Neubaupläne für eine moderne Fußballarena mit dem Projektnamen Portsmouth Dockland Stadium an anderer Stelle vor. Es sollte nach den Plänen der Architekten Herzog & de Meuron auf Horsea Island, einer bisher militärisch genutzten Halbinsel vor der Nordküste Portsmouths, errichtet werden. Geplant war eine Kapazität von 36.000 Plätzen. Das jetzige Club-Areal mit dem Stadion sollte in ein Wohn- und Geschäftsgebiet umgewandelt werden. Im Jahr 2010 musste der Premier-League-Club wegen finanzieller Schwierigkeiten einen Insolvenzantrag stellen und rutsche bis 2013 in die viertklassige Football League Two ab. Die Stadionpläne waren damit hinfällig.

## Zuschauerschnitt und Besucherrekord
Der Besucherrekord im alten Fratton Park stammt vom 26. Februar 1949 vom Spiel der 6. Runde des FA Cup 1948/49. Die Partie gegen Derby County sahen 51.385 Besucher. Die größte Zuschauerkulisse im komplett mit Sitzplätzen ausgestatteten Stadion versammelten sich zur Begegnung der Premier League 2009/10 am 17. Oktober 2009 gegen die Tottenham Hotspur mit 20.821 Besuchern in den Fratton Park.
- 2012/13: 12.232 (Football League One)
- 2013/14: 15.461 (Football League Two)
- 2014/15: 15.242 (Football League Two)
- 2015/16: 16.391 (Football League Two)
- 2016/17: 16.823 (Football League Two)
- 2017/18: 17.917 (EFL League One)
- 2018/19: 18.223 (EFL League One)
- 2019/20: 17.804 (EFL League One)